# NGC 5607
NGC 5607 este o galaxie spirală situată în constelația Ursa Mică. A fost descoperită în 16 martie 1785 de către William Herschel. Se află la o distanță de 112,2 megaparseci de Pământ.